# Mansabá
Mansabá és una vila i un sector de Guinea Bissau, situat a la regió d'Oio. Té una superfície 1.387 kilòmetres quadrats. En 2008 comptava amb una població de 52.174 habitants.